# Limonium cymuliferum
Limonium cymuliferum är en triftväxtart som först beskrevs av Pierre Edmond Boissier, och fick sitt nu gällande namn av Charles Philippe Félix Sauvage och Jacques Vindt. Limonium cymuliferum ingår i släktet rispar, och familjen triftväxter. Inga underarter finns listade i Catalogue of Life.